# Донурагістична Сардинія

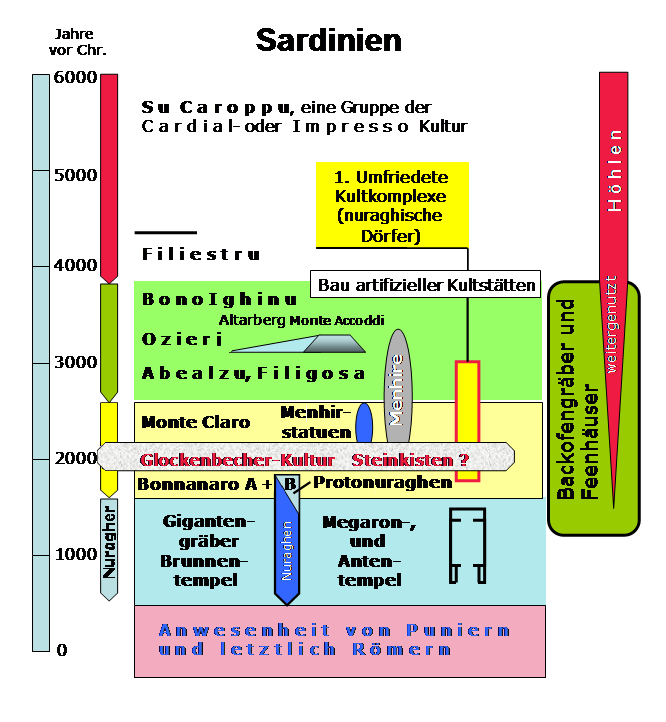
Хронологія культур на Сардинії

Донурагічна Сардинія — термін в археології, що охоплює історію острова до завоювання його близько XIV-XIII ст. до н. е. «будівельниками нурагів», яких ототожнюють з шерданами — одним з «народів моря». 

## Стислі відомості
Включає наступні культури і традиції:
- Печера Корбедду 10 000—8000 до н. е. (пізній палеоліт)
- Культура Су-Карроппу, культура Гротта-Верде, культура Філіестру — місцевий варіант культури імпресів 7000—4000 до н. е. (ранній неоліт)
- Культура Бону-Ігіну[en] 4600—3300 до н. е. (середній неоліт)
- Культура Оцієри (культура Сан-Мікеле) 3300—2500 до н. е. (пізній неоліт)
- Культура Абеальцу-Філігоса[en] 2600—2400 до н. е. (Калкола)
- Культура Арцакена 2500—1300 до н. е.
- Культура Монте-Кларо[en] (Калкола)
- Традиція дзвоноподібних келихів (Калкола)
- Культура Боннанаро
- Культура Суб-Боннанаро[ru] (ранній етап культури будівельників нурагів)

На Сардинії майже всі досліджені генетиками стародавні сардинці походили від ранніх землеробів острова аж до першого тисячоліття до нашої ери, за винятком зразка з 3-го тисячоліття до нашої ери, який мав в основному північноафриканське походження, і приблизно одночасним йому іберійським зразком, документує невеличкий потік генів з Північної Африки в Європу в епоху енеоліту. Основна імміграція в Сардинію почалася в 1-му тисячолітті до нашої ери.

## Галерея зображень

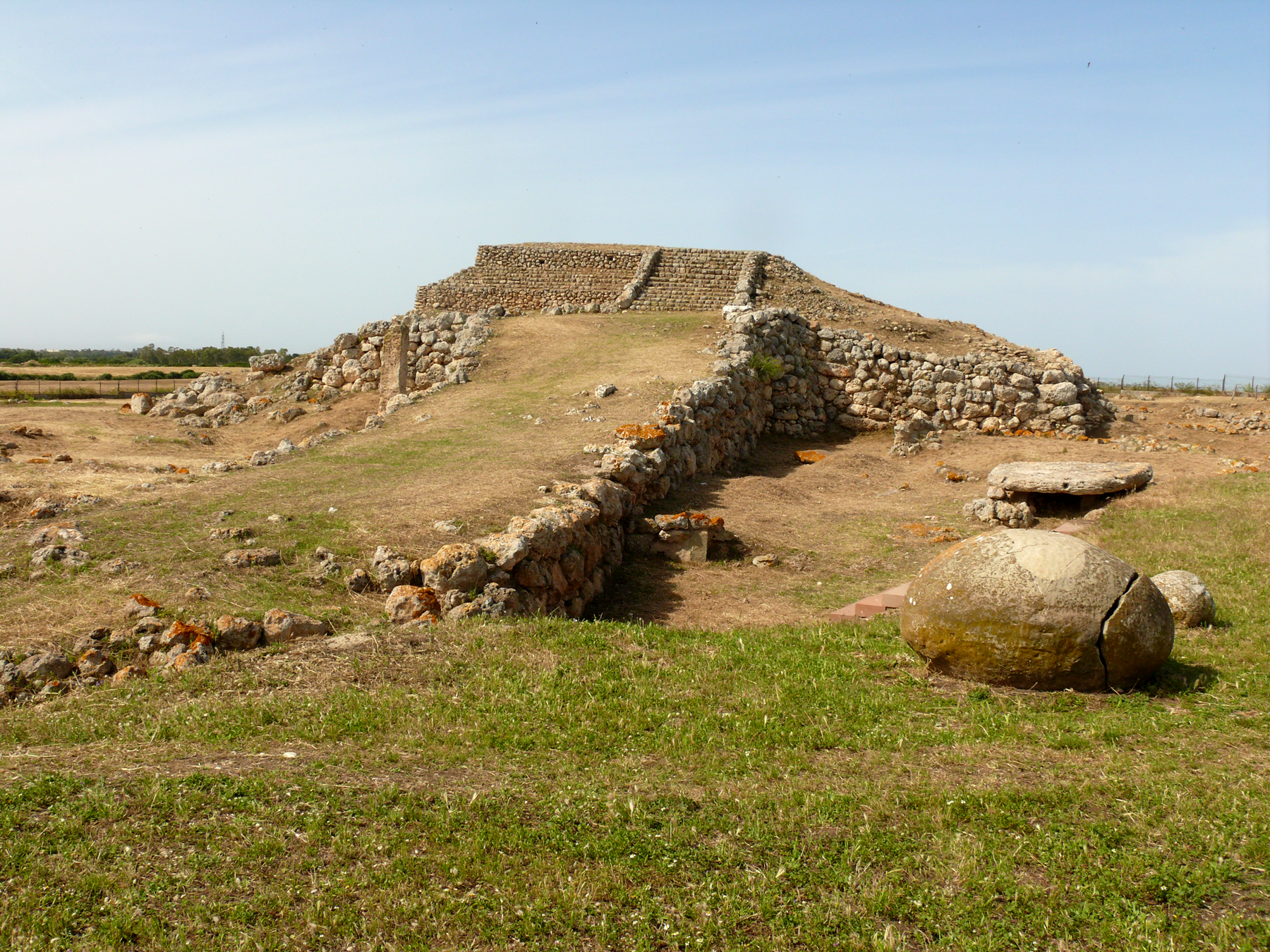
Сардинський зиккурат, Сассарі
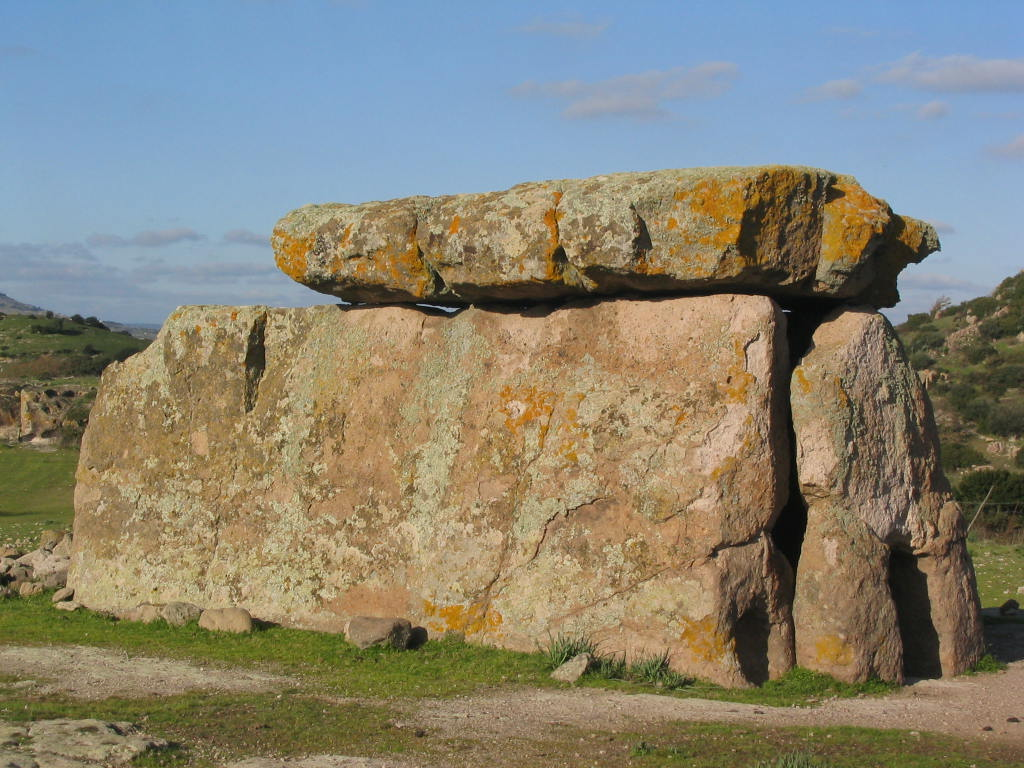
Дольмен Са-Ковекада, Морес
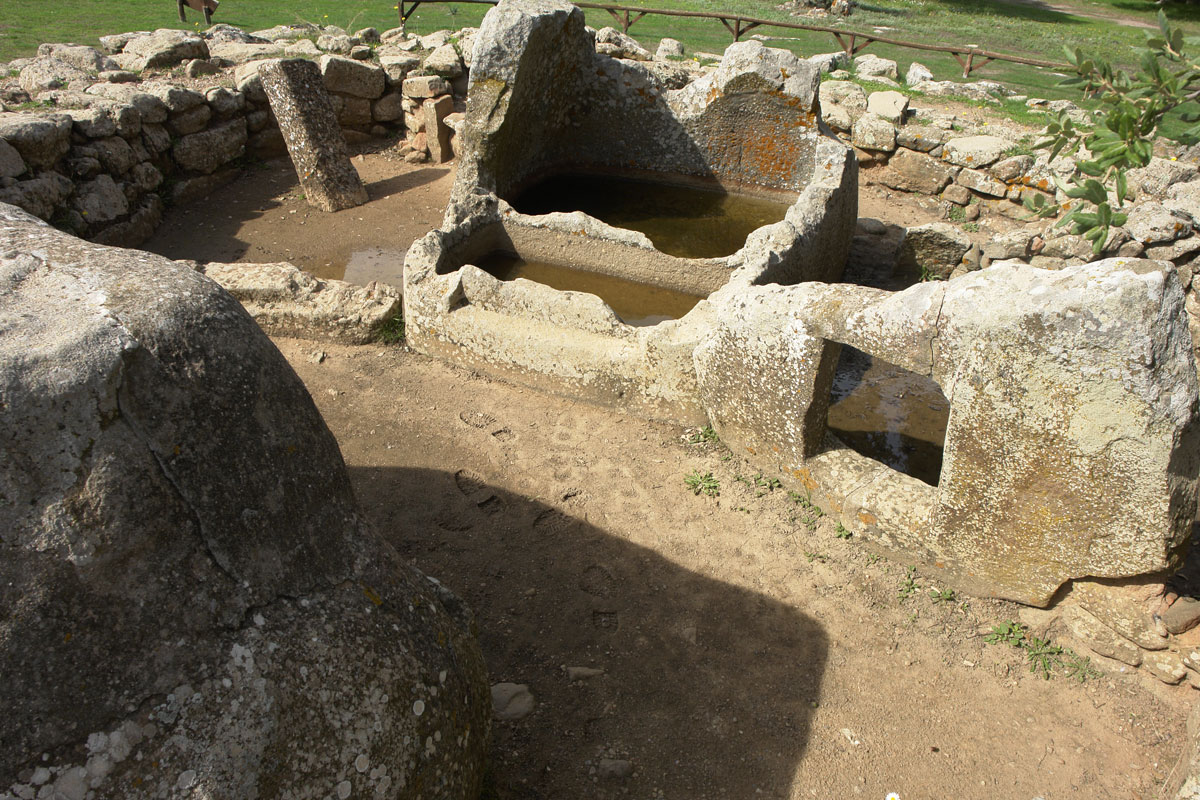
Pranu Muteddu, Жени
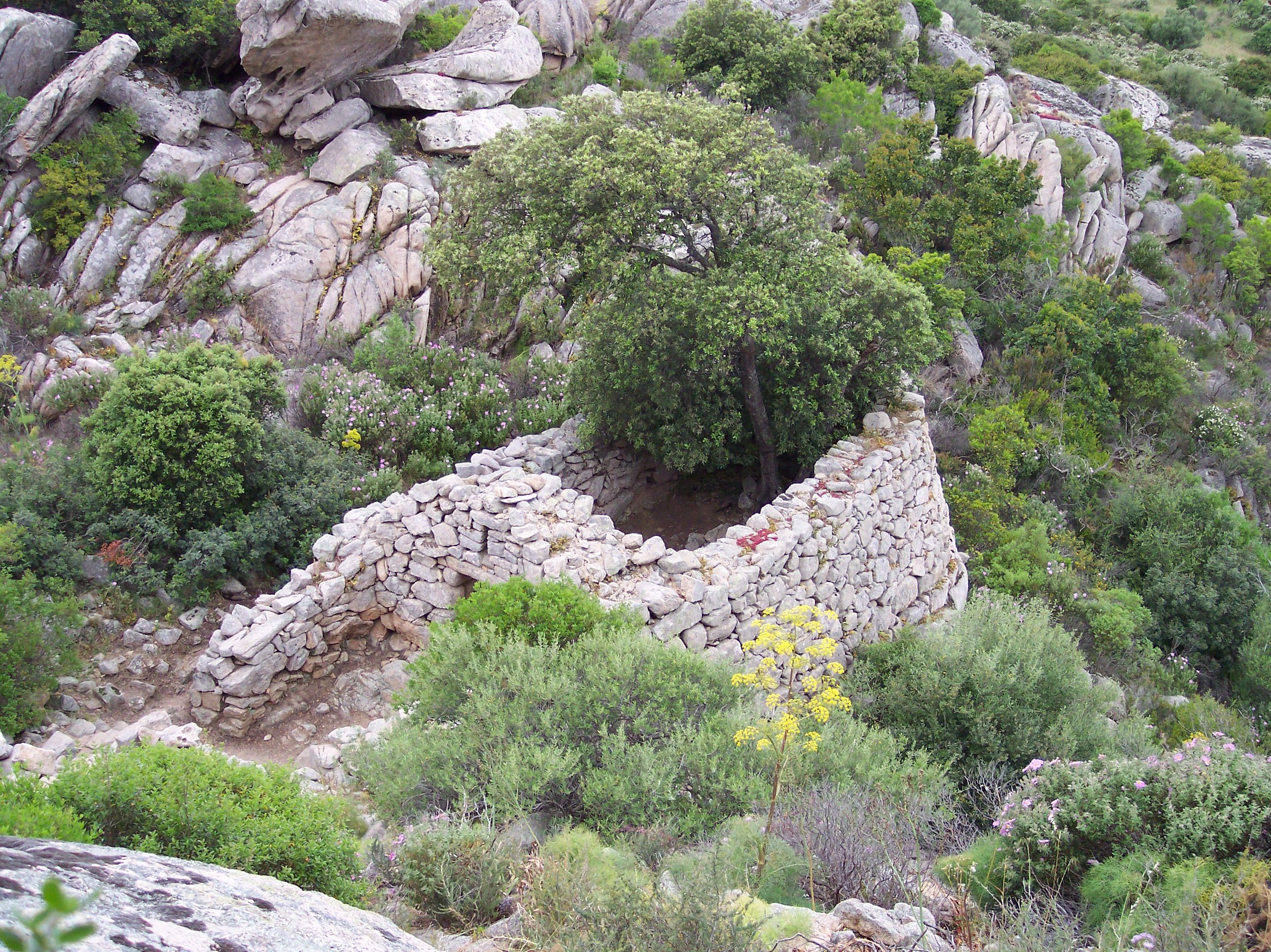
Храм Малькіту, Арцакена
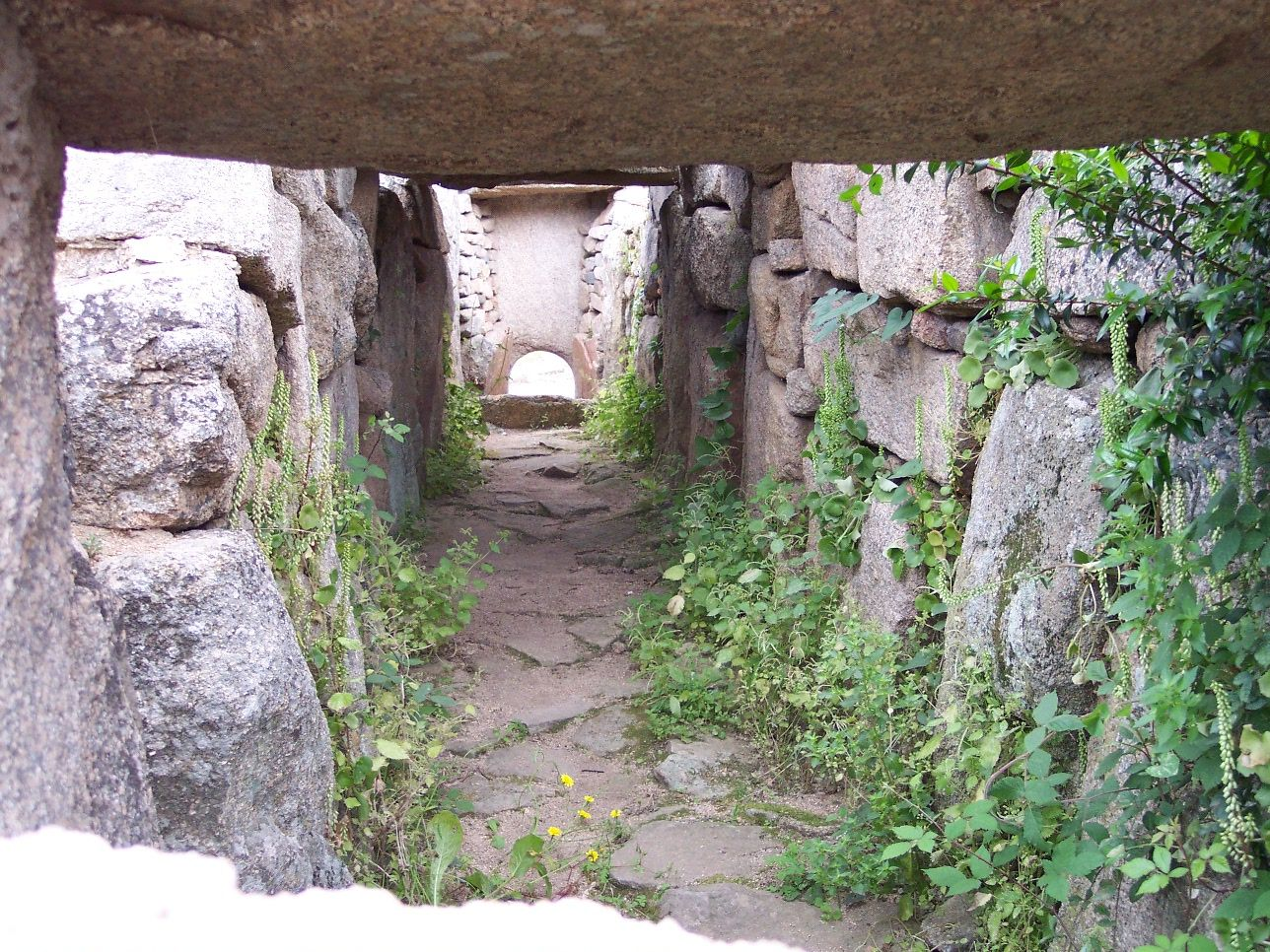
"Гробниця гіганта" Coddu Vecchju, Арцакена